# Cavoportunus dubius
Cavoportunus dubius is een krabbensoort uit de familie van de Portunidae. De wetenschappelijke naam van de soort is voor het eerst geldig gepubliceerd in 1906 door Laurie.